# Myoglanis
Myoglanis is een geslacht van straalvinnige vissen uit de familie van de antennemeervallen (Heptapteridae).

## Soorten
- Myoglanis aspredinoides DoNascimiento & Lundberg, 2005
- Myoglanis koepckei Chang, 1999
- Myoglanis potaroensis Eigenmann, 1912